# ابیوردلو
در زمان حکمرانی الله یار خان، حاکم درگز چند خانوار از ابیوردی‌ها که از بازماندگان طوایف، جانی قربانی، ساروانلو، افشار و ... بودند، پس از خرابی ابیورد و تصرف آن به وسیله ترکمن‌ها به درگز مهاجرت کردند و به دستور حاکم در روستای (حصار) مرز ایران و شوروی از توابع لطف آباد اسکان یافتند. امروز بازماندگان آن‌ها در آن محل به امور کشاورزی اشتغال دارند، و به زبان ترکی و فارسی صحبت می‌کنند.